# Passiflora ceratocarpa
Passiflora ceratocarpa är en passionsblomsväxtart som beskrevs av Silveira. Passiflora ceratocarpa ingår i släktet passionsblommor, och familjen passionsblomsväxter. Inga underarter finns listade i Catalogue of Life.